# うえきの法則+
『うえきの法則+』（うえきのほうそくプラス）は、福地翼による日本の漫画作品。

## 概要
週刊少年漫画雑誌『週刊少年サンデー』に、2005年第19号から2007年第29号まで連載された（2005年47号から2006年52号まで作者急病のため、休載）。全46話。単行本は小学館：少年サンデーコミックスより全5巻。
本作は、前作『うえきの法則』が、週刊少年サンデー本誌における連載を終了した後にテレビアニメ化が発表されたことで、それに連動する形で「続編」（実質的なスピンオフ）として連載を開始した作品である。完全に前作と繋がってはいるが、主人公以外の登場人物や特殊能力などは一新されており、前作を知らない者であっても楽しめるような配慮がなされている。しかし、連載開始から約半年で1年以上に渡って休載し、その後復帰こそしたものの数か月で連載が終了。終盤は事実上の打ち切りにより急展開なラストを迎えた。

## あらすじ
空白の才をめぐる戦いから2年、植木達は平凡な生活を送っていたが、突然世界中の人々から“大切な者との記憶（キューブ）”が失われてしまう。世界でただ1人、記憶を消されなかった植木は、キューブを取り戻すため、ウールと共に異世界である繁華界（はんかがい）へ向かった。

## 登場人物

### 名柄クリーニング店
植木耕助（うえき こうすけ）
本作の主人公。火野国中学3年。天界人であるが人間界で人間として暮らしている。2年経っても「自分のことより他人のこと」な性格は相変わらず。2年の間に通販好きになったようで、胡散臭い通販グッズを使用多数持っている。再会の才の持ち主。
仲間達から失われた記憶を取り戻すためにウールと共に繁華界へ向かう。前作の“ゴミを木に変える能力”や“神器”の力は失われたが（ただし、天界人としての頑丈さと回復力は失われていない）、ナガラの協力によって道具紋を得た後のシロと戦いの際、「誰かを守れる力が欲しい」という強い思いに呼応して効果紋を手に入れ、職能力者となる。
「モップ」に「摑（ガチ）」を加える能力
モップの先端を伸ばし、対象物を掴んで自分の手元に引き寄せる能力。限定条件は掴む対象が自分の目に見えていること。モップの毛同士を掴み合わせて質量を増やし、巨大な自分の頭型にしたものを相手へ叩き落す“モップヘッドバッド”という技や、3ヵ月の月日の特訓で、筒状にした複数の毛を連射する“モップ矢の雨（レインボウ）”などが使えるようになった。
入手時はボロモップだったが、スメレオンの治療が終わった後にモップの色が七色に変わった。

ウール
自称「犬」の羊。羊なのにしゃべれ、しゃべるときだけもみ上げが生える。
一人称は「我輩」でオッサン臭い。義理人情に厚い性格でもあるようで、植木に助けられたことから彼を飼い主（オーナー）と定める。ギンゾーの“一括返済”（ビリオニバース）からトラックを盾に使い植木を救った後、しゃべれなくなっている。体毛は大抵の衝撃なら簡単に吸収できる様子。
選考会では迷子になっているところを捕獲され、ルチャの能力によってバラバラにされて選考に利用された。
もみ上げは作者が第一話を出したとき、担当に「ウールの人格が変わっても目つきが変わっただけであまり違いが見えない」と言われたため、全ページにもみ上げを足したと言う（第一巻巻末カバー「製作裏話 うらうえき」参照）。
ナガラ
22歳。名柄クリーニング店の店長。店長のくせに洗濯機の操作すら出来ない。常に飄々として底の知れない性格。本人曰く好きな言葉は「純白」、嫌いな言葉は「油汚れ」。
プラスの弟。職能力者。かつては天才と呼ばれていたらしく周りにはかなり警戒されており、相当な実力者。
「砂時計」に「癒（テラピ）」を加える能力
砂時計の砂が逆流し、砂時計をつけている人（や服）のダメージをナガラ本人が溶かすことで癒す力。砂時計で吸い上げた自分や他者のダメージを引き受け、自分の中で少しずつ溶かしていく。引き受けたダメージは小分けにして溶かすため死ぬことは無いが、傷の程度によっては溶かしている間、動けなくなるほど苦しいらしい。引き受けられるダメージには限界がある。

ハイジ
17歳。ミリーの兄。3トンもの洗濯機を武器として使い、素手でも強い。服の背中に当て字で「魅梨衣命（ミリー命）」と書いてある重度のシスコン。普段はツッコミ役だがミリーのことになると見境なく暴走する。かなりガラが悪いが、情に厚く、筋の通らないことを許さない優しい人間である。動物好きで知識も多く、戦闘時は主に高い腕力を活かした打撃技を出しているが、技名は全て動物の名前がつけられている（アカアナグマ百楼拳・スコティッシュ29球拳など）ため、妙な物となっている。ベランダから落ちたミリーを救ったときの傷が額にある（よく見ると眼帯（?）に”治”と書いてある）。
「借金の利息を緩くする代わりに上司の命令に絶対に逆らわない」という条件でテクリン金融で働いていたが、植木に助けられ、ナガラの店に戻る。チロルとの戦いで「筋を貫き通すための力が欲しい」という思いに呼応して職能力に覚醒する。
「洗濯機」に「撃（ガン）」を加える能力
洗濯機から出た水の弾を、指先を発射台にして打ち出す。凄まじい水圧で石柱も軽く貫通するほどの威力があるが、弾数には制限があり、立て続けで6発しか撃てない。2発同時に使うトルネード撃砲（ガンキャノン）なる技や、撃（ガン）MAXなるわざもある。

ミリー
ハイジの妹。名柄クリーニングに居候している。植木が繁華界で初めて会った人間であり、ギンゾーに父親の形見の時計を奪われそうになっていたところを助けられた。選考会終了後はヘアサロン漆黒に預けられている。常識人。植木を「羊飼いさん」と呼んでいる。
ソラ
名柄クリーニング店員。ハンバーガーが大好物の14歳の少女。頭脳明晰な策士で、いつ如何なるときもマイペース。ミリーとは知り合いで一緒に「ねー!!」と言いあうほど仲良し（このためハイジは2人の関係を妬いている）。口癖は「ドゥーユーアンダスタン?」。人のことを「っち」をつけて呼ぶ。
かつてはハンバーガーショップで働いていて、主人が亡くなった後、ナガラに引き取られて現在はクリーニング店に勤めている。幼少期から非常に頭が良かったため、周りから疎まれ本当の仲間を作れずにいた。既に職能力に覚醒していたのだが、ナガラに能力の使用を控えられ、ハンジョブを装っていた（一人だけハンジョブだったハイジに気を使っていたとのこと）。しかし、その後口を滑らせてあっさり能力者であることが仲間にばれてしまった。
「ハンバーガー」に「倍（ダブル）」を加える能力
ハンバーガーを食べることで、2人に分身したり身長や速さを2倍にすることが出来る。この能力による効果は5つあり二人に分身する「バイソラ」、体を2倍の大きさにする「デカソラ」、動くスピードを2倍にする「ハヤソラ」、体の硬度を2倍にする「カタソラ」、ジャンプの高さを2倍にする「トビソラ」がある。能力の解除は任意でできる。なお、それぞれの能力を複合することも可能（「バイハヤソラ」など）。1度能力を使って戦うと、その日は以降能力が使えなくなる。

### テクリン金融
ギンゾー
社長。借金返済を理由にミリーを追っていた。繁華界に着いたばかりの植木を圧倒するが逃げられる。その後ナガラに脅されるような状態でハイジの契約を放棄することになった。語尾に「わけ」をつける。
「借用証書」に「返（カエシ）」を加える能力
自分が受けたダメージを「借りている」という状態にして、道具紋から出した借用証書を破ることによって「一括返済（ビリオニバース）」として相手に返す能力。発動条件はダメージを借りる人間の名前と拇印を借用証書に書き込むこと。雑誌掲載時には能力名が明記されておらず、"道具紋"のみしかわからなかった。

シロ
幹部。「金には『引力』がある」という持論を持ち、ハイジを使って強引な取立てをしていた。職能力者を「選ばれし人間」と考えていて、半職能力者を見下している。
「現金」に「貼（ペタ）」を加える能力
現金同士の間に強力な引力を発生させる能力。人体等のモノにも効果は適用される。限定条件は能力を発動させた場所から動かないこと（一歩でも動けば能力は消える）。
アカバ
幹部（?）。力自慢らしく、シロの命令に背いたハイジを倒そうとするが、逆に「タイガー&ドリアキノボリカンガルー拳」で殴り飛ばされる。ハンジョブ。道具紋には金庫が入っている。「金庫（ゲルトシユランク）アタック」は1トンの威力があるらしい。語尾に「だな」をつける。ハイジ曰く強さはウッドチャック並。

### ヘアサロン漆黒
選考会の参加チーム。選考会開始直後に名柄クリーニング店に接近し、ウールの奪い合いを繰り広げた。メンバーを模った発信機付のストラップ（ネクロマン製）を全員所持している。
ネクロマン
28歳。店主兼カット担当。真ん中で割れたリーゼントという変な髪形をしている。一人称は「オレっち」。飄々としているが、仲間思いの性格。いつもあごヒゲに指をつけているが、これはあごが外れないように押さえるためである。
「ドライヤー」に「渦（トルネ）」を加える能力
ドライヤーから強烈な風を発射する能力。風量を調節することで「暴風（ハリケーン）ブロー」・「突風（ガスト）ブロー」・「そよ風（ブリーズ）ブロー」などの技を使う。

トリート
20歳。洗髪担当。ネクロマン曰く漆黒のアイドル的存在。見かけによらず性格はヒステリーで短気。
「シャンプー」に「跳（ピョン）」を加える能力
シャンプーの泡を強力なバネに変える能力。ボンバの脚力と併用すれば、「フワビヨーン」という擬音と共に高速で移動する事が可能。チョンマゲのスイッチでただの泡に戻すことも可能。
バネを利用した体当たりの「春風（スプリングアタック）」という技がある。

ビャク
16歳。整髪担当。長髪がトレードマークの少年。繁華界の外へ出て、ある男に復讐するため、選考会優勝に執念を燃やしている。非情な性格で、「仲間」という言葉に対して異常なまでの嫌悪感を示している。ネクロマン曰く「ぶあいそプリンス」。
「ワックス」に「固（カチコチ）」を加える能力
ワックスをつけたものを瞬時に固める能力。固められるものは髪の毛のみだが、他人の髪の毛も固められる。固めたものはどんな鉱物にも勝る強度を持ち、壁や木の幹になどに突き刺すことも可能。髪を鋏型にする「髪のハサミ（コメープリサス）」や、髪を鈍器型にする「髪のハンマー（コメースピューラ）」「髪のナイフ（コメークルテル）」などの技を使う。

ボンバ
19歳。パーマ担当。髪型はアフロ。非常に優しい性格。脚力が自慢。服に「カット」とプリントされており、本当はカットがしたいらしい。
「ヅラ」に「悪（ワル）」を加える能力
自分の性格を変える能力。カツラ（リーゼント）をかぶると悪意100%の非常に攻撃的な性格になり、Tシャツのプリントも「バッド｣になる（リバーシブル）。顔も体格も変わってもはや別人。

### レストランパミドーロ
選考会の参加チーム。
モニシェフ
店長。太った体格をしている。
「ミルク」に「密（ギチ）」を加える能力
このミルクを飲むことによって骨密度100%の「骨太シェフ」が完成するらしい。本人曰くダンプに轢かれてもへっちゃら。

ビーノ
ヘッドフォンをつけている。ラーメンタワーの試験で2番目に鍵を手に入れた。
「フォーク」に「膨（デカ）」を加える能力
フォークの大きさを自在に変えられる。

ドルチェ
骸骨のような顔が特徴。
「小麦粉」に「煙（モーク）」を加える能力
「麦煙」で相手の目くらましをする。

オムレット
4人の中では身長が小さい。
「パスタ」に「縛（バク）」を加える能力
パスタで対象を縛り上げる。パスタは300キロの力に耐える強力ワイヤーとなる。

### チバナ診療所
医師3人と看護婦1人の参加チーム。
名前不明（チバナ診療所看護婦）
ナース。ラーメンタワーの試験で4番目に鍵を手に入れた。
「包帯」に「逆（クルリ）」を加える能力
包帯に触れているものを全て逆転させる能力。

### 雉丸呉服店
選考会参加チーム。
名前不明（雉丸呉服店）
ラーメンタワーの試験で3番目に鍵を手に入れた。
「扇子」に「浮（フワ）」を加える能力
扇子を浮かばせる能力。人が乗っても落ちないほどの浮力を持たせることも可能。

### その他の選考会関係者
ルチャ
19歳。新任区長。病没した父の後を継いで就任したらしい。思いつきで選考会のルールを変更するなど、かなり遊び好きな性格。普段はいい加減な態度を取っているが、いざと言うときには真剣な顔になる。
「クリップ」に「分（バラ）」を加える能力
クリップをつけられたものをいくつかに分割する能力。分割された方には全く痛みなどは無く、むしろ肩コリなどが治って気持ちいいという噂。
ルチャの秘書（名前不明）
選考会の進行状況をチェックしている。
「水鉄砲」に「飛（ピュー）」を加える能力
水鉄砲が当たった者を好きな場所に移動させる能力。

ダヴィー
芸術家。去年の選考会で3位だったチームのリーダー。究極の壁画を作ることが夢。
「石灰」に「消（ドロン）」を加える能力
地面に張り付いているもの以外で石灰を被ったものを透明にする能力。他人の目から見えなくなるだけなので、物体を貫通することは不可能。能力の効果は1回につき3分まで。

ミズル
おかめ化粧品セールスマン。素顔がゴツイためおかめの仮面を被っている。嫌味な性格。
「革靴」に「歩（テク）」を加える能力
革靴を履けば、天井でも壁でも歩ける能力。

猫猫（マオマオ）軒店長（名前不明）
ラーメン屋店主。選考会のラーメンタワーの試験に協力していた。
「スープ」に「滑（チュル）」を加える能力
自分の作ったスープをあらゆるものを滑らせるスープに変える能力。
この店長の経営するラーメン屋「猫猫軒」のラーメンのスープの喉ごしのよさはこの職能力にある（ナガラ談）。

ジョー森末
漫才師。3年前にビャクと漫才コンビを組んでいたが、他の相方を見つけ違うブロックにいってしまった。

### ハピネスエンタープライズ
平和な未来と皆様の健康を科学する、軍手のつぶつぶからミサイルまで、あらゆる方面を取り扱う繁華界最大の企業。「繁華界をより素晴らしい世界にするため」キューブを手に入れようとしている。
プラス
ハピネス社総帥で、ナガラの兄。地面に付くほど長い羽毛のマントとサングラスを着けている。999の機能を持つ「ハピネスーツ」を着ている。チョークのオッサンに指示し、人間界のキューブを奪った張本人。自分を全人類にとって唯一無二の存在にしようとしており、人間界だけで無く、天界や地獄界のキューブをも奪おうと画策している。
「ブローチ」に「獣（ゾーン）」を加える能力
効果を加えたブローチを付けると、自らの姿を巨大な獣に出来る能力。眼の辺りからレーザーのようなものを放つことが出来る。

チョークのオッサン（本名不明）
ハピネスの一員。ウールを使って「大切な者との記憶」を直接奪った張本人。
「チョーク」に「弾（ハジキ）」を加える能力
チョークに触れたものを問答無用で弾きふっとばす能力。ただし、効力は両方の先端だけで、チョークの腹の部分なら触れても弾かれることはない。

スパーク
ハピネス社運輸部所属。27歳。鉄道員（ぽっぽや）。ウールを奪還しに来た3人のエージェントの1人（リーダー格）。サングラスとタバコがトレードマーク。
いつもしゃべり方が変わるらしく、初登場時は堅苦しい言葉使いをしていたが、植木達のいる区についた時は語尾に「ズラ」と付けていた。
通信教育で鍛えた鉄砂掌と、「特急（ラビッド）スパイク」という蹴り技が武器。
「笛」に 「速（ビュン）」を加える能力
笛を吹くと数秒間、列車の如きスピードで動くことができる。。
さらに素早く動くことの出来るSLモードと言うものがあり、使用中は黒煙が出る。その上にスパークモードという最速モード（本人曰く）があるが、発動前に植木に阻止されたため、詳細は不明。

チロル
ハピネス社製菓部所属。ウールを奪還しに来た3人のエージェントの1人。小柄で童顔。ボク呼んで（つまり自称）星の王子チロル。
スーツの下に星だらけのコスチュームを着ており、キメポーズまである。全てを見下ろすのは星の王子である自分だという理由で、上から見下ろされるのが大嫌い。見た目と言動の割には戦い方は冷静で、ハイジの覚醒した能力の長所短所を即座に見抜く洞察力もある。動きが素早く、体術で戦っても強い。
「ハンマー」に「抜（スコン）」を加える能力
ハンマーで叩いた部分をダルマ落としの要領ですっこ抜く。軽く触れるだけでも効果がある。抜いた破片をもう一度叩くと元に戻る。それ自体に殺傷能力はないようだが、本人のセリフから察するに、頭を抜くと死ぬらしい。また、流体などの不定形な物はすっこ抜けないらしい。雑誌掲載当初は能力名が分かっていなかった。

デムニエル・ソイソース
料理人。ウールを奪還しに来た3人のエージェントの1人。大柄な体格の男。語尾がカタカナになるしゃべり方をする。アバウトな表現でしばしば周囲を困惑させる。ジャンクフードが嫌いで、料理に関してはかなりうるさい性格。
「かつおぶし」に「爆（ボム）」を加える能力
鰹節を食べることで「鰹攻撃（パラミータアタッケ）」という技を使う。殴った相手を小型のかつお爆弾が追いかけて爆破する。自分との距離が30m以上離れなければ爆発しない。また、複数の鰹を出した場合、1つが爆発すればその他も誘爆する（まさに追いガツオ）。

アミノ、ドライオン、ピアニシモ、ピコ
それぞれハピネスのコスメ、アニマル、音楽、ゲーム部門代表取締役。彼ら4人は「四枚刃（しまいじん）」と呼ばれる。

### 三界の住人
『うえきの法則』での主要メンバー。鈴子、佐野、ヒデヨシは1話と最終話のみ登場。三界については用語の繁華界を参照。
森あい（もり あい）
火野国中学3年。植木のクラスメート。前作での戦いで、仲間に庇われ続けていたことで、辛い思いをしており、誰に頼らずに生きて行けるようになろうと思っていた。
記憶喪失事件の真相を知ったため、チョーク男に始末されそうになったが、植木に助けられる。
彼女もキューブを奪われていたため、繁華界に同行することが出来ず、植木が去った直後記憶が失われてしまった。
その後はプラスに連れて来られる形で繁華界に入り、彼と共に行動していた。
鈴子・ジェラード（りんこ・じぇらーど）
高校2年生。前作での植木の仲間。外国で暮らしていたが、日本の大学を受験するため引っ越すことになっていた。人間界で事件が起きた日、植木達と再会することになっていた。
佐野清一郎（さの せいいちろう）
高校2年生。前作での植木の仲間。日本だけにとどまらず、世界中で温泉巡りをしているらしく、森にアフリカの奥地で見つけた「合格祈願温泉」なるものを勧めようとしていた。
宗屋ヒデヨシ（そうや ひでよし）
中学3年生。前作での植木の仲間。現在も孤児院「たいようの家」で子供達の面倒を見ている。

## 用語
繁華界（はんかがい）
植木のいた世界（=前作の世界）とは対をなすパラレルワールド。元々は1つの世界であった「繁華界」が2つに分かれ、その片方が空間の突然変異により3つに分かれたものが、前作の世界となった「天界」・「人間界」・「地獄界」であり、纏めて「三界」と呼ぶ。
三界では繁華界の存在が知られていないのに対し、繁華界においてこれら世界の歴史は小学校で習うほどの常識とされている。
通貨単位は「ロウド (R) 」（1Rは約1円）。
職能力
繁華界の住人の約4分の3が使える特殊能力。道具紋と効果紋があり、道具紋から出す道具に、効果紋の効果を「加える」ことによって特殊な力を発揮する。道具にも様々な種類があり、食べ物も道具扱いされる。
空紋
道具が入っていない道具紋。
道具紋
自分の道具を収めておける紋。出し入れ自由。
効果紋
自分の道具に何らかの効果を加えるための紋。これを手に入れられる者はほんの一握り。
何かを成し遂げたいという強い思いに反応して覚醒する例が多い（実際、植木もハイジもこの例に当てはまる）。
半職能力者（ハンジョブ）
道具紋だけの職能力者。全職能力者中99%がハンジョブである。
大切な者との記憶（キューブ）
第1話で全ての人間から奪われてしまうが、唯一植木だけ奪われていない。最終話のウール曰く、「再会し続ける力」=「再会の才」を持つため。
メガサイト
繁華界唯一絶対の聖域。キューブを解放するにはそこへ行く必要がある。
区（ブロック）
繁華界の全ての町を繁華外壁によって小分けしたもの。外に出るためには「選考会」で優勝して「壁外営業許可証グリーンバッジ」をもらわなければならない。
繁華外壁
街の至るところから見ることの出来る大きな壁。壁の上には高圧電流のバリアが張られているためよじ登って越えることは不可能。メガサイトに行くには繁華外壁を越える必要がある。
選考会
繁華外壁を越える1社を決定するために年1回行われる。1社4名1組でなければ出場することが出来ない（また、出場登録も4人一緒で無ければならない）。外の世界はとても危険で、外に出る会社はそれ相応の「強さ」が求められるため、このような選考会を開いている。優勝すると「壁外営業許可証グリーンバッジ」がもらえる。選考会は例年トーナメント方式を用いるが、ルチャ区長により、植木たちが参加した選考会は「ノラ羊（ウール）争奪戦」となった。最終試験は48時間以内に6つにバラバラにされたウールを全て集めること。
壁外営業許可証グリーンバッジ
選考会を勝ち抜いた勝社のメンバーに区から与えられるバッジ。これが無いと繁華外壁を越えて区の外に出ることが出来ない。
スメレオンの森
選考会の最終試験として用意された区の立ち入り禁止区域にあるステージ。巨大なカメレオン型の生物であるスメレオンが生息している。ルチャ区長によって森には様々な仕掛けがされており、選考会の残り時間が10時間を切ると、トラップが発動するようになっている。
スメレオン
怪我人を見ると体内に取り込む習性を持つ母性本能が豊かな生物（ハイジ談）で、外見は巨大なカメレオン。スメレオンの内部で休憩を取ると、ケガや体力が回復する。ビャクに重傷を負わされた植木を治療した。回復する者を気に入ると踊る（ハイジ曰くスメレ音頭）。